# Der Usedom-Krimi
Der Usedom-Krimi è una serie televisiva tedesca di genere poliziesco prodotta dal 2014 da   Razor Film Produktion e Polyphon Film- und Fernsehgesellschaft  per ARD 1 (Das Erste). Protagoniste della serie sono Katrin Sass, Lisa Maria Potthoff e Rikke Lylloff; altri interpreti principali sono Peter Schneider, Emma Bading, Max Hopp e Rainer Selllien.
La serie si compone di 16 episodi, in formato di film TV. Il primo episodio, intitolato Mörderhus, venne trasmesso in prima visione giovedì 30 ottobre 2014.

## Trama
Dopo aver scontato sei anni di prigione per aver ucciso per gelosia il marito, l'ex-giudice Karin Lossow torna a occuparsi della risoluzione di vari crimini commessi sull'isola di Usedom e,  per uno scherzo del destino si trova ora a lavorare fianco a fianco con il commissario capo Julia Thiel, ovvero sua figlia.
In seguito, al posto di Julia giunge sull'isola un altro commissario, Ellen Norgaard.

## Personaggi e interpreti
- Karin Lossow, interpretata da Katrin Sass
- Commissario Capo Julia Thiel, interpretata da Lisa Maria Potthoff (ep. 1-6): è la figlia e collega di Karin
- Commissario Ellen Norgaard, interpretata da Rikke Lylloff (ep. 6- presente)
- Stefan Thiel, interpretato da Peter Schneider: è il marito di Julia e il genero di Karin[6]
- Sophie Thiel, interpretata da Emma Bading: è la figlia di Julia e Stefan e nipote di Karin[10]

## Distribuzione
La serie viene trasmessa dal 2017 in Francia con il titolo Baltic Crimes.

## Ascolti
In Germania, la serie fece registrare al suo debutto un seguito di 6,24 milioni di telespettatori, pari a uno share del 19,3%.